# آندرانومانگاتسیاکا
آندرانومانگاتسیاکا (به لاتین: Andranomangatsiaka) یک منطقهٔ مسکونی در ماداگاسکار است که در بخش بتیوکی-آتسیمو واقع شده‌است. آندرانومانگاتسیاکا ۱۰٬۰۰۰ نفر جمعیت دارد و ۲۵۶ متر بالاتر از سطح دریا واقع شده‌است.